# Britische Unterhauswahl 1966
| Regierung (363): Labour 363 |  | Opposition (266): Conservative 250 Liberal 12 National Liberal 3 RLP 1 |
| Speaker 1                   |  |                                                                        |

Zusammensetzung:

Die britische Unterhauswahl 1966 fand am 31. März 1966 statt. Bei der Wahl wurden die Abgeordneten für das Unterhaus (House of Commons) neu bestimmt. Die bisher regierende Labour Party konnte ihre absolute Mehrheit festigen und baute ihren Vorsprung zur Conservative Party aus. Auch die Liberal Party erlitt Verluste. Mit diesem Ergebnis konnte Harold Wilson Premierminister bleiben.

## Vorgeschichte
Bei der letzten Wahl konnte die Labour Party eine knappe Mehrheit im Unterhaus gewinnen. Trotz der knappen Sitzmehrheit konnte die Regierung Erfolge vorweisen, weshalb Wilson Neuwahlen ausrief um Mehrheit gegenüber den Konservativen zu vergrößern. Die Umfragen sagten einen großen Wahlsieg der Labour Party voraus.

## Wahlsystem
Gewählt wurde nach dem einfachen Mehrheitswahlsystem. Eine Sperrklausel gab es nicht.

## Wichtige Parteiführer

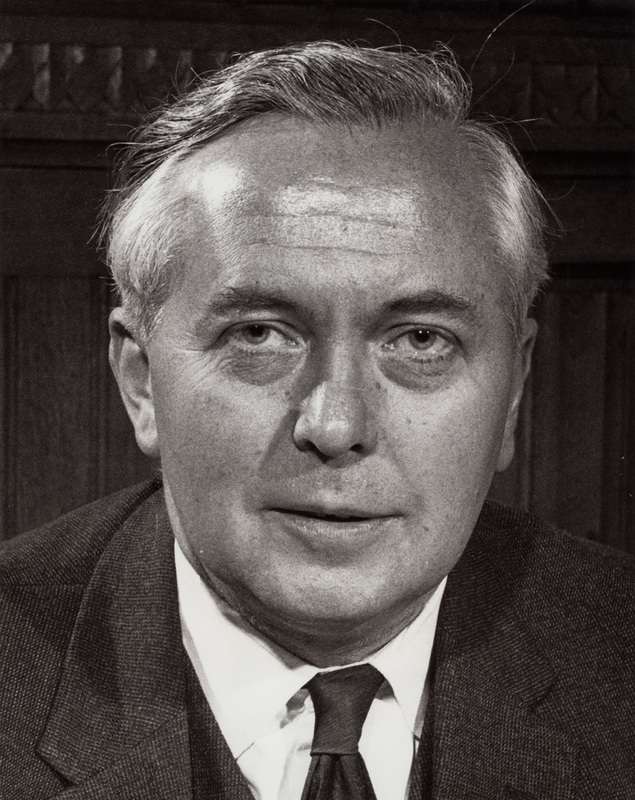
Premierminister Harold Wilson (Labour)
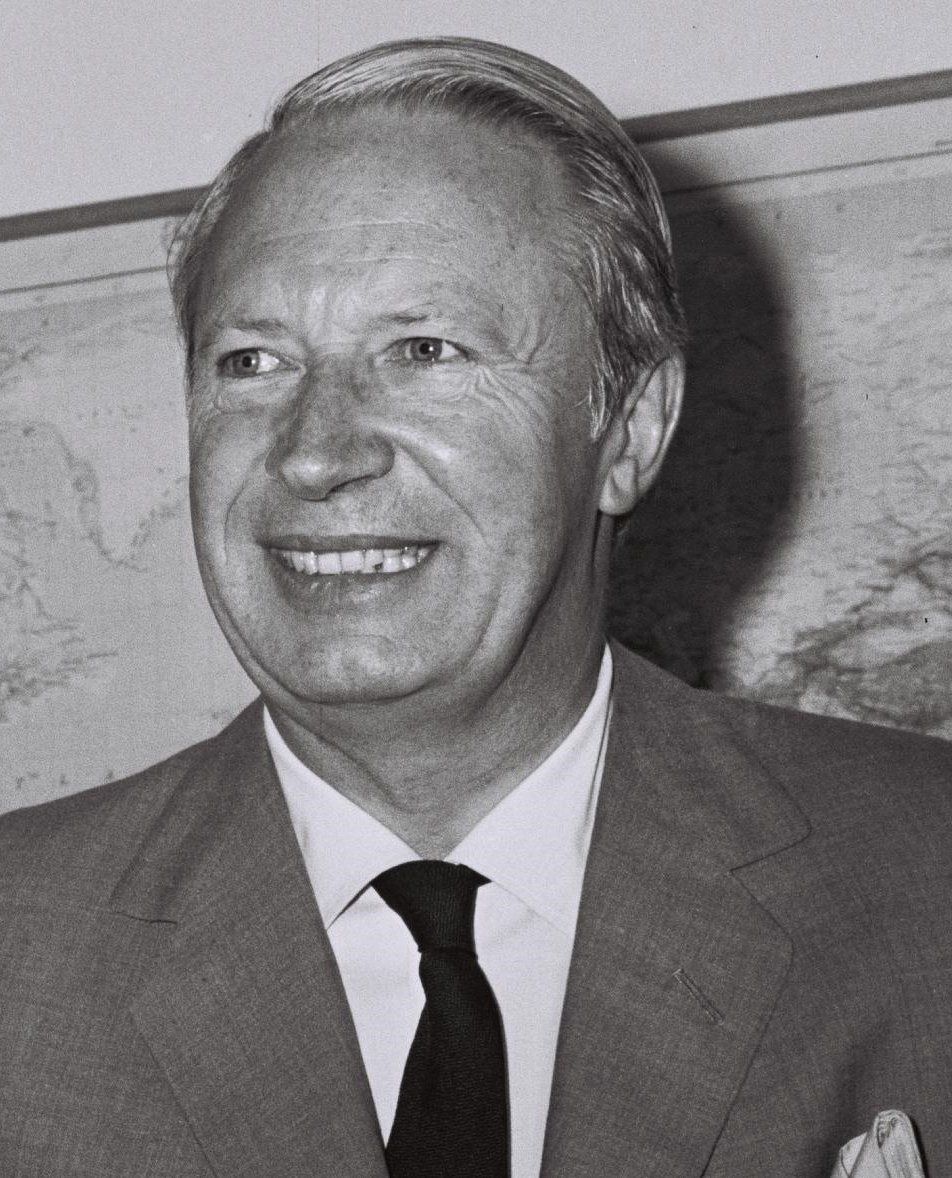
Oppositionsführer Edward Heath (Conservatives)
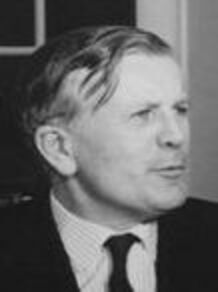
Member of Parliament Jo Grimond (Liberal)

## Wahlergebnis

Ergebnisse nach Wahlkreisen. Die Farben entsprechen der nebenstehenden Tabelle.

| Partei          | Partei                               | Stimmen    | Stimmen | Stimmen | Sitze  | Sitze |
| Partei          | Partei                               | Anzahl     | %       | +/−     | Anzahl | +/−   |
| --------------- | ------------------------------------ | ---------- | ------- | ------- | ------ | ----- |
|                 | Labour Party                         | 13.096.629 | 48,1    | +4,0    | 364    | +47   |
|                 | Conservative Party                   | 11.268.676 | 41,3    | −0,9    | 250    | −48   |
|                 | Liberal Party                        | 2.327.457  | 8,6     | −2,6    | 12     | +3    |
|                 | National Liberal Party               | 149.779    | 0,6     | −0,6    | 3      | −3    |
|                 | Scottish National Party              | 128.474    | 0,5     | +0,3    | −      | −     |
|                 | Independent Republican               | 62.782     | 0,2     | −0,2    | −      | −     |
|                 | Communist Party of Great Britain     | 62.092     | 0,2     | −       | −      | −     |
|                 | Plaid Cymru                          | 61.071     | 0,2     | −       | −      | −     |
|                 | Unabhängige                          | 35.039     | 0,1     | −       | −      | −     |
|                 | Republican Labour Party              | 26.292     | 0,1     | −       | 1      | +1    |
|                 | Nationalist Party (Northern Ireland) | 22.167     | 0,0     | −       | −      | −     |
|                 | Sonstige                             | 24.289     | 0,1     | −       | −      | −     |
|                 | Gesamt                               | 27.264.747 | 100,0   |         | 630    |       |
| Wahlberechtigte | Wahlberechtigte                      | 35.957.245 |         |         |        |       |
| Wahlbeteiligung | Wahlbeteiligung                      | 75,8 %     |         |         |        |       |
| Quelle:         |                                      |            |         |         |        |       |

1. ↑  einschließlich des Speakers of the House

## Nach der Wahl
Mit diesem Wahlsieg konnte Wilson erneut eine Labour-Regierung bilden. Diese regierte bis zum Ende der Legislaturperiode 1970, inzwischen hatte sich die wirtschaftliche Lage allerdings verschlechtert und das Pfund musste abgewertet werden. Auch deswegen verlor Labour die Wahl und wurde durch eine konservative Regierung unter Edward Heath abgelöst.